# Iglesia del Cristo de la Misericordia (Madrid)

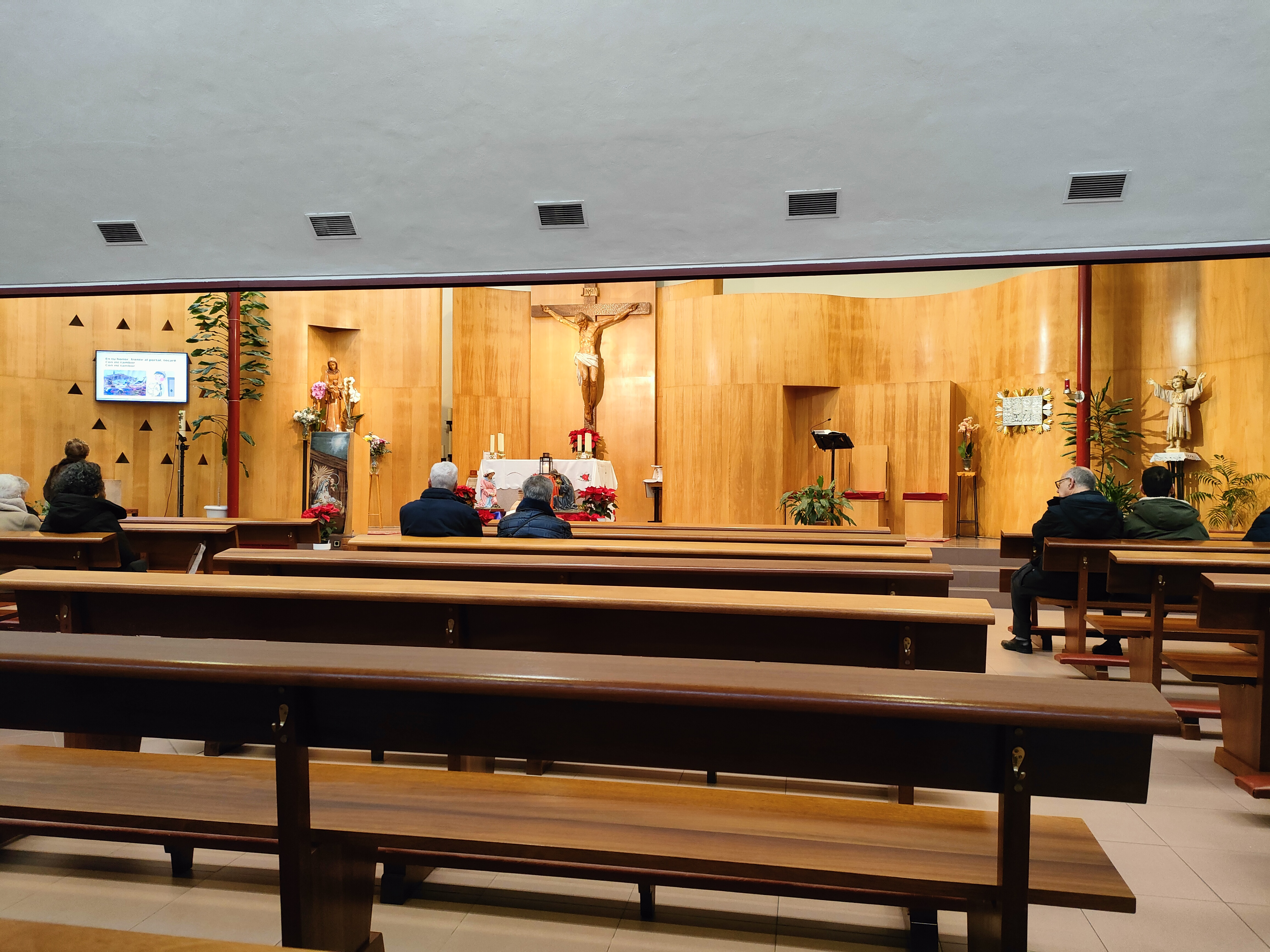
Interior de la iglesia del Cristo de la Misericordia (2024)

La iglesia del Cristo de la Misericordia (también llamada del Santo o del Santísimo Cristo de la Misericordia) es un templo católico de la ciudad de Madrid, situado en la calle de Numancia n.º 8, sede de la parroquia del Cristo de la Misericordia. Diseñado por el arquitecto José Antonio Corrales y construido entre 1971-1974, es un ejemplo significativo de la arquitectura religiosa promovida tras el Concilio Vaticano II, elaborada con materiales baratos y pensada para un uso polivalente. Un precedente de su diseño fue el de la parroquia de la Resurrección en el barrio de las Flores de Elviña, en La Coruña.
El conjunto parroquial (compuesto por iglesia, capilla, vestíbulo, vivienda sacerdotal y salas y dependencias auxiliares) se levanta en un solar de forma triangular y se caracteriza por las largas vigas transversales que ordenan el espacio. El diseño original de Corrales se ha visto adulterado por modificaciones posteriores en las fachadas y la cubierta interior, así como en la incorporación de imágenes devocionales ajenas a la estética del proyecto inicial o el añadido de un gran mural pintado en un lateral interior del templo, obra sin firma, realizada por un artista ateo cuya madre era una feligresa muy implicada en la vida parroquial.